# Hungarosaurus

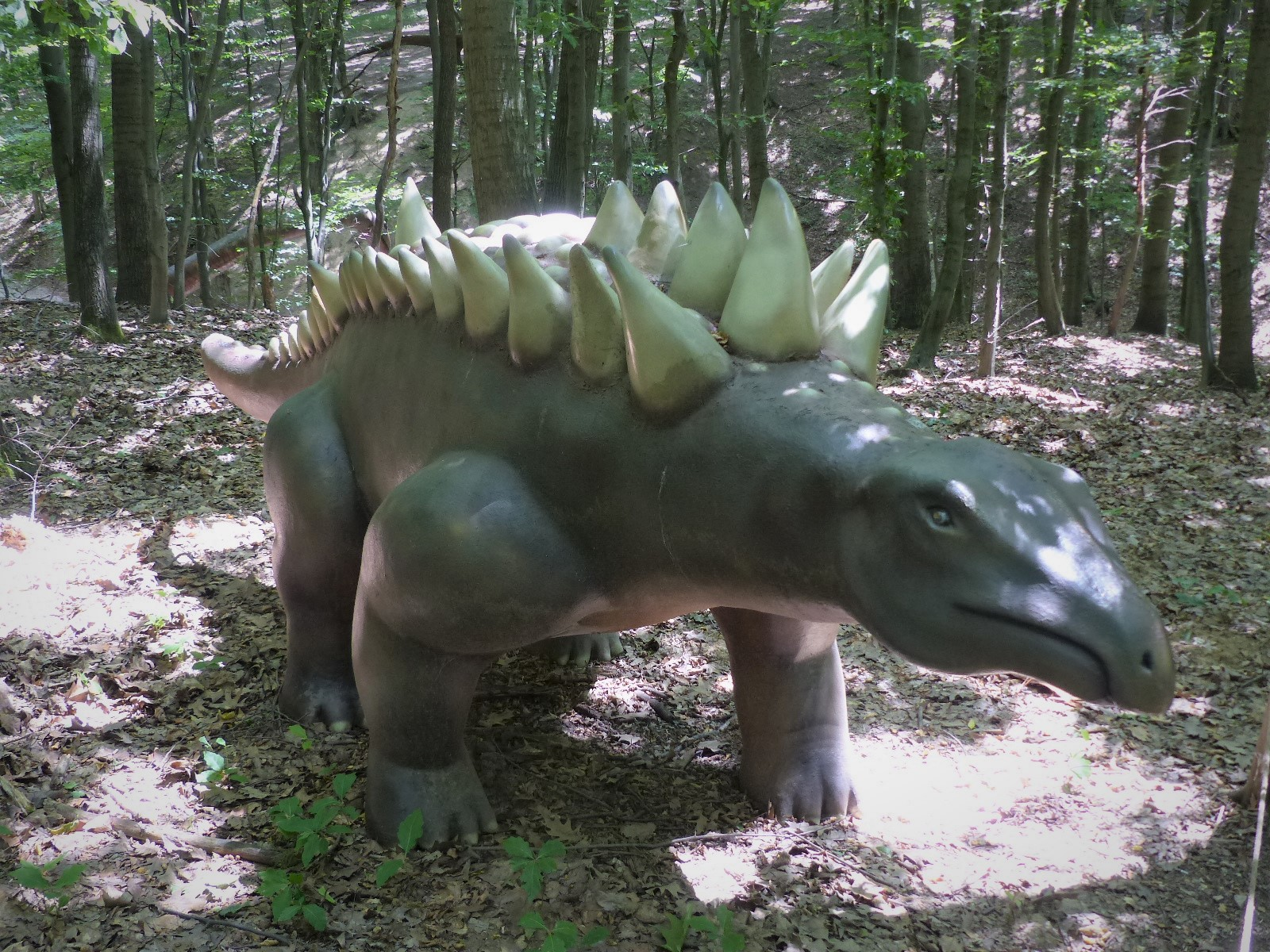
Hungarosaurus

A Hungarosaurus (jelentése 'magyarországi gyík' a  latin Hungaria 'Magyarország' és a görög σαυρος / szaurosz 'gyík' szavak összetételéből) a dinoszauruszok Ankylosauria alrendjének Nodosauridae családjába tartozó nem, amely a késő kréta időszakban élt a mai Magyarország területén. Maradványai a Bakonyból kerültek elő 2000-ben, egy Iharkút és Németbánya közti bauxitbányából. Egyetlen ismert faja a Hungarosaurus tormai, melyet Dr. Torma András után neveztek el.
A Hungarosaurus négy lábon járt, és a testét több száz páncélelem borította. A kifejlett példányok hossza mintegy 4 méter lehetett. A többi nodosauridához hasonlóan növényevő volt.

## Felfedezés
Fosszilis maradványait a csehbányai formáció santoni emeletből (85,8-83,5 millió évvel ezelőttről) származó üledékes kőzete őrizte meg, amely főleg homokos agyagból és homokkőből (egy egykori ártér, illetve folyómeder hordalékából) áll. A holotípust alkotó maradványok a Magyar Természettudományi Múzeum gyűjteményében találhatók (MTM 2007.26.1–2007.26.34, 2007.89.1, 2007.89.2 leltári számokkal jelölve). Ennek a részleges csontváznak mintegy 450 csontja őrződött meg, ezek tekintélyes része páncélelem. Négy további részleges csontvázat fedeztek fel, teljes koponya azonban még nem került elő, de a csontvázak részeként, illetve különálló koponyaelemek alapján a koponya hossza 32-36 centiméterre becsülhető. Jelenleg ez a legteljesebb ismert európai, késő kréta időszaki ankylosauria.
Az Ankylosauria alrendágba tartozó maradványokat már a 19. századtól találtak Európában, a Hungarosaurus előtt Angliában, Ausztriában, Románia nyugati részén, Franciaországban és Spanyolország északi részén.

## Osztályozás
A vizsgálatok során bebizonyosodott, hogy a Hungarosaurus valamivel fejlettebb, mint a szintén európai területen előkerült Struthiosaurus (egy másik nodosaurida), de kezdetlegesebb, mint az észak-amerikai nodosaurida formák, a Silvisaurus, Sauropelta és a Pawpawsaurus. Ezt a kladisztikai analízis is alátámasztotta, ami szerint a Nodosauridae család bazális tagja.